# Katastrofy a neštěstí 1986
Tento článek obsahuje seznam katastrof a neštěstí, které proběhly roku 1986.

## Únor
- 8. února – při srážce nákladního vlaku a rychlíku v kanadských Skalistých horách u města Hinton v provincii Alberta zemřelo 23 osob a 95 osob bylo zraněno.[1]

## Duben
- 26. dubna – havárie jaderné elektrárny v Černobylu.[2]